# Sven Lõhmus

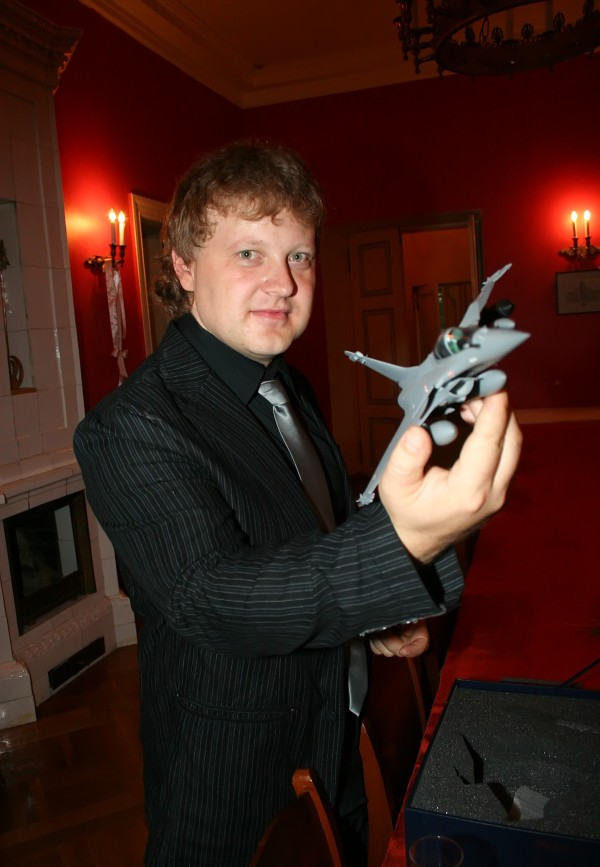
Sven Lõhmus, 2007

Sven Lõhmus (* 13. Juli 1972) ist ein estnischer Musikproduzent, Songschreiber, Sänger und Arrangeur. Er ist Geschäftsführer der Plattenfirma TopTen mit Sitz in Tallinn. 

## Leben
Lõhmus hat mit zahlreichen estnischen Bands wie Vanilla Ninja, Suntribe oder Urban Symphony zusammengearbeitet. Daneben war er Sänger in den Gruppen Mr. Happyman und Black Velvet. Für Vanilla Ninja produzierte er das Debütalbum Vanilla Ninja, das Platz eins in Estland erreichte, und sich mehr als 337.000.-Mal verkaufte.
Von Lõhmus komponierte und getextete Lieder sind regelmäßig beim estnischen Vorentscheid zum Eurovision Song Contest vertreten. Beim Eurovision Song Contest 2005 in Kiew schied sein Lied Let’s Get Loud bereits im Halbfinale aus. Beim Eurovision Song Contest 2009 in Moskau war er mit seinem Song Rändajad vertreten und belegte damit Platz sechs. Am 26. Februar 2011 wurde Lõhmus’ Lied Rockefeller Street, gesungen von Getter Jaani, zum estnischen Beitrag für den Eurovision Song Contest 2011 in Düsseldorf gewählt. Der Song konnte sich erfolgreich im zweiten Halbfinale am 12. Mai für die Finalsendung am 14. Mai qualifizieren und belegte mit insgesamt 44 Punkten schließlich den 24. von 25 Plätzen. Außerdem produzierte er ihr Debütalbum Rockefeller Street.
2013 trat das von ihm komponierte Lied Pästke Noored Hinged von Grete Paia beim Eesti Laul an, erreichte aber hinter Birgit Õigemeel nur den zweiten Platz mit 49 % der Stimmen.
Auch der estnische Beitrag zum Eurovision Song Contest 2017, Verona, stammt von ihm. 